# Соад Хосні
Соад Хосні — (масрі سعاد حسنى 6, січня 1943 — 21 червня 2001) — єгипетська актриса, народилася в Каїрі. Була відома як «Попелюшка єгипетського кіно» і одна з найвпливовіших актрис на Близькому Сході та в арабському світі. Стала зіркою наприкінці 1950-х років, знявшись у понад 83 фільмах між 1959 і 1991 роками, а дев'ять фільмів увійшли до списку 100 найкращих фільмів в історії єгипетського кіно. Більшість її фільмів були зняті в 1960-х і 1970-х роках. Востаннє вона з'явилася на екрані 1991 року у фільмі «Пастух і жінки», знятому її колишнім чоловіком Алі Бадраханом.

## Кар'єра
У віці трьох років вона почала свою кар'єру, співаючи в популярній єгипетській дитячій телепрограмі «Папа Шаро», яку вів відомий ведучий дитячих шоу Мохаммед Шаабан. Її творчість охоплює широкий спектр жанрів, від легких комедій і романсів до політичної сатири.
Її дебют у кіно відбувся у фільмі «Хасан і Наїма» (1959). Їй приписують ролі у фільмах з найвідомішими єгипетськими кінозірками, такими як Омар Шариф, Салах Зульфікар, Рушді Абаза та Шукрі Сархан. Найвідомішою її роллю стала роль студентки коледжу, яка закохалася у свого професора у фільмі Хасана Ель Імама «Обережно, ЗуЗу» (1972). Серед інших важливих кіноробіт — роль у фільмі Хасана Ель Імама «Гроші та жінки» (1960) навпроти Салаха Зульфікара, з яким вона вдруге знялася у фільмі «Зустріч у вежі» (1962) режисера Езза Ель-Діна Зульфікара. У 1964 році вона знялася разом з Надією Лутфі у фільмі Махмуда Зульфікара «Тільки для чоловіків», де зіграла роль дівчини, яка переодяглася в чоловічий одяг, щоб мати можливість працювати в проєкті з розвідки нафти; фільм став касовим хітом. Хосні знялася у фільмі «Занадто молода для кохання» (1966) разом з Рушді Абазою.

## Фільмографія
Кінокар'єра Соад Хосні тривала 32 роки. Вона є іконою єгипетської кіноіндустрії. Вона була акторкою кіно, театру, телебачення та радіо. Знялася у понад 80 фільмах, 1 п'єсі, 1 телевізійному міні-серіалі та кількох радіошоу.